# EN 60601-2-12
Die EN 60601-2-12 mit dem Titel „Medizinische elektrische Geräte – Teil 2-12: Besondere Festlegungen für die Sicherheit von Beatmungsgeräten –Beatmungsgeräte für die Intensivpflege“ war Teil der Normenreihe EN 60601.
Herausgeber der DIN-Norm DIN EN 60601-2-12 ist das Deutsche Institut für Normung.
Die Norm basierte auf der internationalen Fassung IEC 60601-2-12. Im Rahmen des VDE-Normenwerks ist die Norm als VDE 0750-2-12 klassifiziert, siehe DIN-VDE-Normen Teil 7.
Diese Ergänzungsnorm regelte allgemeine Festlegungen für die Sicherheit, Prüfungen und Richtlinien von Beatmungsgeräten für die Intensivpflege.

## Gültigkeit
Diese Norm wurde im Jahr 2007 durch die DIN EN ISO 80601-2-12 abgelöst.

## Anwendungsbereich
Diese besonderen Festlegungen spezifizieren Sicherheitsanforderungen an Beatmungsgeräte die zum Gebrauch in der Intensivpflege bestimmt sind. 
Nicht zum Anwendungsbereich gehören CPAP-Geräte (continuous positive airway pressure), Schlafapnoe-Therapiegeräte, unterstützende Beatmungsgeräte, Beatmungsgeräte für Notfall und Transport, Jet- und Hochfrequenz-Beatmung und Oszillation, auch Geräte die innerhalb eines Krankenhauses zum Vergrößern der Beatmung von spontan atmenden Patienten verwendet werden können.
Anforderungen für Beatmungsgeräte in der Anästhesie-Anwendung sind in EN 60601-2-13 festgelegt.

## Zusatzinformation
Folgende geänderte Anforderungen sind in der EN 60601-2-12 enthalten (Auszug):
- Unterbrechung der Stromversorgung
- Genauigkeit der Betriebsdaten
- Alarme (siehe auch EN 60601-1-8)
- Fehlerfälle und Umwelteinflüsse